# موتور پیرداد (بخش مرکزی شهرستان دلگان)
موتور پیرداد روستایی در دهستان دلگان بخش مرکزی شهرستان دلگان استان سیستان و بلوچستان ایران است.

## جمعیت
بر پایه سرشماری عمومی نفوس و مسکن در سال ۱۳۹۵ جمعیت این روستا ۲۹ نفر (۹خانوار) بوده‌است.